# FINA Water Polo World League 2013 (maschile)
La World League maschile di pallanuoto 2013 (FINA Water Polo World League 2013) è la 12ª edizione della manifestazione che viene organizzata annualmente dalla FINA. Il torneo si svolge in due fasi, un turno di qualificazione e la Super Final, che si disputerà per la prima volta in Russia, a Čeljabinsk, dall'11 al 16 giugno 2013.
La competizione è partita ufficialmente il 31 ottobre 2012 con i gironi di qualificazione europei, mentre il girone della zona americana e quello della zona Asia/Oceania verranno disputati nel marzo 2013. Le squadre iscritte sono in totale 18, tra cui i pluricampioni della Serbia e il Montenegro, che avevano rinunciato alla partecipazione nell'edizione precedente, e l'Ungheria, assente dalla manifestazione da cinque edizioni.

## Turno di qualificazione

### Americhe
Il torneo si è svolto dal 24 al 27 maggio 2013 a Los Alamitos, negli Stati Uniti. Le prime due classificate si sono qualificate per la Super Final.
|    | Squadra     | Pti | G | V | VR | PR | P | GF | GS | DR  |
| -- | ----------- | --- | - | - | -- | -- | - | -- | -- | --- |
| 1. | Stati Uniti | 10  | 4 | 3 | 0  | 1  | 0 | 71 | 23 | +48 |
| 2. | Brasile     | 8   | 4 | 2 | 1  | 0  | 1 | 42 | 28 | +14 |
| 3. | Canada      | 0   | 4 | 0 | 0  | 0  | 4 | 6  | 68 | -62 |

| Data     | Ora   | Gara    | Gara          | Gara        |
| -------- | ----- | ------- | ------------- | ----------- |
| 24-05-13 | 15:00 | Canada  | 1-11          | Brasile     |
| 25-05-13 | 11:00 | Canada  | 0-24          | Stati Uniti |
| 25-05-13 | 18:00 | Brasile | 9-9 13-12 dtr | Stati Uniti |
| 26-05-13 | 15:00 | Canada  | 2-11          | Brasile     |
| 27-05-13 | 08:00 | Canada  | 3-22          | Stati Uniti |
| 27-05-13 | 15:00 | Brasile | 7-13          | Stati Uniti |

### Asia/Oceania
Il torneo si disputa dal 9 al 14 maggio 2013 ad Auckland, in Nuova Zelanda. Le prime due classificate si qualificano per la Super Final.
|    | Squadra       | Pti | G | V | VR | PR | P | GF | GS | DR  |
| -- | ------------- | --- | - | - | -- | -- | - | -- | -- | --- |
| 1. | Cina          | 12  | 4 | 4 | 0  | 0  | 0 | 42 | 23 | +19 |
| 2. | Giappone      | 6   | 4 | 2 | 0  | 0  | 2 | 43 | 31 | +12 |
| 3. | Nuova Zelanda | 0   | 4 | 0 | 0  | 0  | 4 | 31 | 62 | -31 |

| Data     | Ora   | Gara          | Gara  | Gara     |
| -------- | ----- | ------------- | ----- | -------- |
| 9-05-13  | 17:30 | Giappone      | 5-7   | Cina     |
| 10-05-13 | 20:30 | Nuova Zelanda | 12-17 | Giappone |
| 11-05-13 | 20:30 | Nuova Zelanda | 6-15  | Cina     |
| 12-05-13 | 17:30 | Giappone      | 5-6   | Cina     |
| 13-05-13 | 20:30 | Nuova Zelanda | 6-16  | Giappone |
| 14-05-13 | 20:30 | Nuova Zelanda | 7-14  | Cina     |

### Europa
Le squadre europee sono state divise in tre gironi disputati con gare di andata e ritorno dal 31 ottobre 2012 al 30 marzo 2013. Il gruppo B era originariamente composto da quattro squadre ma la Macedonia ha rinunciato alla competizione prima dell'inizio delle gare. Le prime classificate di ogni girone si sono qualificate per la Super Final insieme alla Russia paese ospitante.

#### Gruppo A
|    | Squadra    | Pti | G | V | VR | PR | P | GF | GS  | DR  |
| -- | ---------- | --- | - | - | -- | -- | - | -- | --- | --- |
| 1. | Montenegro | 18  | 6 | 6 | 0  | 0  | 0 | 69 | 44  | +25 |
| 2. | Croazia    | 12  | 6 | 4 | 0  | 0  | 2 | 66 | 34  | +32 |
| 3. | Grecia     | 6   | 6 | 2 | 0  | 0  | 4 | 65 | 40  | +25 |
| 4. | Turchia    | 0   | 6 | 0 | 0  | 0  | 6 | 22 | 104 | -82 |

| Data     | Ora   | Sede        | Gara       | Gara  | Gara       |
| -------- | ----- | ----------- | ---------- | ----- | ---------- |
| 31-10-12 | 16:45 | Zagabria    | Croazia    | 10-13 | Montenegro |
| 31-10-12 | 18:30 | Atene       | Grecia     | 22-2  | Turchia    |
| 03-11-12 | 19:00 | Istanbul    | Turchia    | 3-17  | Croazia    |
| 03-11-12 | 18:00 | Budua       | Montenegro | 11-9  | Grecia     |
| 30-01-13 | 18:00 | Atene       | Grecia     | 7-9   | Croazia    |
| 30-01-13 | 19:00 | Istanbul    | Turchia    | 4-14  | Montenegro |
| 02-02-13 | 19:00 | Istanbul    | Turchia    | 4-15  | Grecia     |
| 02-02-13 | 19:00 | Cattaro     | Montenegro | 6-5   | Croazia    |
| 27-03-13 | 18:00 | Zara        | Croazia    | 20-1  | Turchia    |
| 27-03-13 | 17:00 | Atene       | Grecia     | 8-9   | Montenegro |
| 30-03-13 | 18:00 | Fiume       | Croazia    | 5-4   | Grecia     |
| 30-03-13 | 18:00 | Castelnuovo | Montenegro | 16-8  | Turchia    |

#### Gruppo B
|    | Squadra  | Pti | G | V | VR | PR | P | GF | GS | DR  |
| -- | -------- | --- | - | - | -- | -- | - | -- | -- | --- |
| 1. | Serbia   | 12  | 4 | 4 | 0  | 0  | 0 | 43 | 28 | +15 |
| 2. | Spagna   | 5   | 4 | 1 | 1  | 0  | 2 | 34 | 33 | +1  |
| 3. | Germania | 1   | 4 | 0 | 0  | 1  | 3 | 29 | 45 | -16 |

| Data     | Ora   | Sede       | Gara     | Gara          | Gara     |
| -------- | ----- | ---------- | -------- | ------------- | -------- |
| 31-10-12 | 20:00 | Amburgo    | Germania | 10-12         | Serbia   |
| 03-11-12 | 18:00 | Belgrado   | Serbia   | 10-8          | Spagna   |
| 30-01-13 | 20:00 | Stoccarda  | Germania | 9-9 12-13 dtr | Spagna   |
| 02-02-13 | 18:00 | Novi Sad   | Serbia   | 13-4          | Germania |
| 27-03-13 | 20:00 | Barcellona | Spagna   | 6-8           | Serbia   |
| 30-03-13 | 12:00 | Barcellona | Spagna   | 11-6          | Germania |

#### Gruppo C
|    | Squadra  | Pti | G | V | VR | PR | P | GF | GS | DR  |
| -- | -------- | --- | - | - | -- | -- | - | -- | -- | --- |
| 1. | Ungheria | 18  | 6 | 6 | 0  | 0  | 0 | 53 | 42 | +11 |
| 2. | Italia   | 10  | 6 | 3 | 0  | 1  | 2 | 57 | 42 | +15 |
| 3. | Romania  | 5   | 6 | 1 | 1  | 0  | 4 | 53 | 63 | -10 |
| 4. | Russia   | 3   | 6 | 0 | 1  | 1  | 4 | 45 | 61 | -16 |

| Data     | Ora   | Sede           | Gara     | Gara            | Gara     |
| -------- | ----- | -------------- | -------- | --------------- | -------- |
| 31-10-12 | 20:00 | Savona         | Italia   | 13-6            | Russia   |
| 31-10-12 | 17:00 | Oradea         | Romania  | 9-12            | Ungheria |
| 03-11-12 | 12:00 | Kiriši         | Russia   | 10-10 13-14 dtr | Romania  |
| 03-11-12 | 12:00 | Székesfehérvár | Ungheria | 6-5             | Italia   |
| 29-01-13 | 20:30 | Civitavecchia  | Italia   | 11-5            | Romania  |
| 30-01-13 | 19:00 | Volgograd      | Russia   | 7-10            | Ungheria |
| 01-02-13 | 18:30 | Debrecen       | Ungheria | 9-8             | Romania  |
| 02-02-13 | 18:00 | Volgograd      | Russia   | 8-8 12-10 dtr   | Italia   |
| 27-03-13 | 17:00 | Oradea         | Romania  | 12-8            | Russia   |
| 27-03-13 | 19:00 | Bari           | Italia   | 7-8             | Ungheria |
| 30-03-13 | 15:45 | Bucarest       | Romania  | 9-13            | Italia   |
| 30-03-13 | 18:00 | Kecskemét      | Ungheria | 8-6             | Russia   |

## Super Final
La formula della Super final prevede una fase preliminare con le otto qualificate divise in due gironi, che serve a determinare la griglia della successiva fase a eliminazione diretta.

### Fase preliminare

#### Gironi
| Gruppo A       | Gruppo A    | Gruppo B        | Gruppo B |
| -------------- | ----------- | --------------- | -------- |
| Americhe 1     | Stati Uniti | Americhe 2      | Brasile  |
| Europa 1A      | Montenegro  | Europa 1B       | Serbia   |
| Asia/Oceania 2 | Giappone    | Asia/Oceania 1  | Cina     |
| Europa 1C      | Ungheria    | Paese ospitante | Russia   |

#### Gruppo A
|    | Squadra     | Pti | G | V | VR | SR | S | GF | GS | DR |
| -- | ----------- | --- | - | - | -- | -- | - | -- | -- | -- |
| 1. | Ungheria    | 6   | 3 | 1 | 1  | 1  | 0 | 43 | 37 | 6  |
| 2. | Montenegro  | 5   | 3 | 1 | 0  | 2  | 0 | 41 | 38 | 3  |
| 3. | Stati Uniti | 5   | 3 | 1 | 1  | 0  | 1 | 32 | 35 | -3 |
| 4. | Giappone    | 2   | 3 | 0 | 1  | 0  | 2 | 33 | 39 | -6 |

| Data     | Ora   | Gara        | Gara            | Gara        |
| -------- | ----- | ----------- | --------------- | ----------- |
| 11-06-13 | 15:45 | Montenegro  | 10-10 15-16 dtr | Giappone    |
| 11-06-13 | 17:15 | Stati Uniti | 9-9 15-14 dtr   | Ungheria    |
| 12-06-13 | 14:00 | Stati Uniti | 13-12           | Giappone    |
| 12-06-13 | 15:45 | Montenegro  | 10-10 17-18 dtr | Ungheria    |
| 13-06-13 | 15:45 | Montenegro  | 9-4             | Stati Uniti |
| 13-06-13 | 17:30 | Giappone    | 5-11            | Ungheria    |

#### Gruppo B
|    | Squadra | Pti | G | V | VR | SR | S | GF | GS | DR  |
| -- | ------- | --- | - | - | -- | -- | - | -- | -- | --- |
| 1. | Serbia  | 9   | 3 | 3 | 0  | 0  | 0 | 43 | 23 | 20  |
| 2. | Cina    | 6   | 3 | 2 | 0  | 0  | 1 | 35 | 27 | 8   |
| 3. | Russia  | 3   | 3 | 1 | 0  | 0  | 2 | 35 | 33 | 2   |
| 4. | Brasile | 0   | 3 | 0 | 0  | 0  | 3 | 17 | 47 | -30 |

| Data     | Ora   | Gara    | Gara  | Gara    |
| -------- | ----- | ------- | ----- | ------- |
| 11-06-13 | 14:00 | Serbia  | 13-5  | Cina    |
| 11-06-13 | 19:45 | Brasile | 7-13  | Russia  |
| 12-06-13 | 17:30 | Brasile | 3-18  | Cina    |
| 12-06-13 | 19:15 | Serbia  | 14-11 | Russia  |
| 13-06-13 | 14:00 | Serbia  | 16-7  | Brasile |
| 13-06-13 | 19:15 | Cina    | 12-11 | Russia  |

### Fase finale

#### Tabellone
|  | Quarti di finale       | Quarti di finale       |                        |            | Semifinali                | Semifinali                |  |  | Finale                 | Finale |
|  |                        |                        |                        |            |                           |                           |  |  |                        |        |
|  | 14 giugno 2013 - 15:45 |                        |                        |            |                           |                           |  |  |                        |        |
|  |                        |                        |                        |            |                           |                           |  |  |                        |        |
|  | A1: Ungheria           | 8                      |                        |            |                           |                           |  |  |                        |        |
|  | A1: Ungheria           | 8                      | 15 giugno 2013 - 19:15 |            |                           |                           |  |  |                        |        |
|  | B4: Brasile            | 4                      |                        |            |                           |                           |  |  |                        |        |
|  | B4: Brasile            | 4                      | Ungheria               | 8          |                           |                           |  |  |                        |        |
|  | 14 giugno 2013 - 14:00 |                        | Ungheria               | 8          |                           |                           |  |  |                        |        |
|  |                        | Stati Uniti            | 6                      |            |                           |                           |  |  |                        |        |
|  | B2: Cina               | Stati Uniti            | 6                      | 11         |                           |                           |  |  |                        |        |
|  | B2: Cina               |                        | 16 giugno 2013 - 19:15 | 11         |                           |                           |  |  |                        |        |
|  | A3: Stati Uniti        | 13                     |                        |            |                           |                           |  |  |                        |        |
|  | A3: Stati Uniti        | 13                     | Ungheria               | 7          |                           |                           |  |  |                        |        |
|  | 14 giugno 2013 - 19:15 |                        | Ungheria               | 7          |                           |                           |  |  |                        |        |
|  |                        | Serbia                 | 12                     |            |                           |                           |  |  |                        |        |
|  | A2: Montenegro         | Serbia                 | 12                     | 12         |                           |                           |  |  |                        |        |
|  | A2: Montenegro         | 15 giugno 2013 - 17:30 |                        | 12         |                           |                           |  |  |                        |        |
|  | B3: Russia             | 11                     |                        |            |                           |                           |  |  |                        |        |
|  | B3: Russia             | 11                     | Montenegro             | 6          | Finale per il terzo posto | Finale per il terzo posto |  |  |                        |        |
|  | 14 giugno 2013 - 17:30 |                        | Montenegro             | 6          | Finale per il terzo posto | Finale per il terzo posto |  |  |                        |        |
|  |                        | Serbia                 | 8                      |            |                           |                           |  |  |                        |        |
|  | B1: Serbia             | Serbia                 | 8                      | 14         | Stati Uniti               | 11                        |  |  |                        |        |
|  | B1: Serbia             |                        |                        | 14         | Stati Uniti               | 11                        |  |  |                        |        |
|  | A4: Giappone           | 8                      |                        | Montenegro | 13                        |                           |  |  |                        |        |
|  | A4: Giappone           | 8                      |                        |            | 13                        |                           |  |  |                        |        |
|  |                        |                        |                        |            |                           |                           |  |  | 16 giugno 2013 - 17:30 |        |
|  |                        |                        |                        |            |                           |                           |  |  |                        |        |

|  | Seminifnali 5º/8º posto | Seminifnali 5º/8º posto | Seminifnali 5º/8º posto |        |      | Finale 5º posto | Finale 5º posto | Finale 5º posto |  |
|  |                         |                         |                         |        |      |                 |                 |                 |  |
|  | Brasile                 | Brasile                 | 7                       |        |      |                 |                 |                 |  |
|  | Brasile                 | Brasile                 | 7                       |        |      |                 |                 |                 |  |
|  | Cina                    | Cina                    | 12                      |        |      |                 |                 |                 |  |
|  | Cina                    | Cina                    | 12                      |        | Cina | Cina            | 8               |                 |  |
|  |                         |                         |                         |        | Cina | Cina            | 8               |                 |  |
|  |                         |                         | Russia                  | Russia | 17   |                 |                 |                 |  |
|  | Russia                  | Russia                  | Russia                  | Russia | 17   | 17              |                 |                 |  |
|  | Russia                  | Russia                  |                         |        |      | 17              |                 |                 |  |
|  | Giappone                | Giappone                | '8                      |        |      | Finale 7º posto | Finale 7º posto | Finale 7º posto |  |
|  | Giappone                | Giappone                | '8                      |        |      |                 |                 |                 |  |
|  |                         |                         |                         |        |      |                 |                 |                 |  |
|  |                         |                         |                         |        |      | Brasile         | Brasile         | 4               |  |
|  |                         |                         |                         |        |      | Brasile         | Brasile         | 4               |  |
|  |                         |                         |                         |        |      | Giappone        | Giappone        | 9               |  |

## Classifica finale
| Pos. | Squadra     |
| ---- | ----------- |
|      | Serbia      |
|      | Ungheria    |
|      | Montenegro  |
| 4    | Stati Uniti |
| 5    | Russia      |
| 6    | Cina        |
| 7    | Giappone    |
| 8    | Brasile     |